# Guadeloupeorden

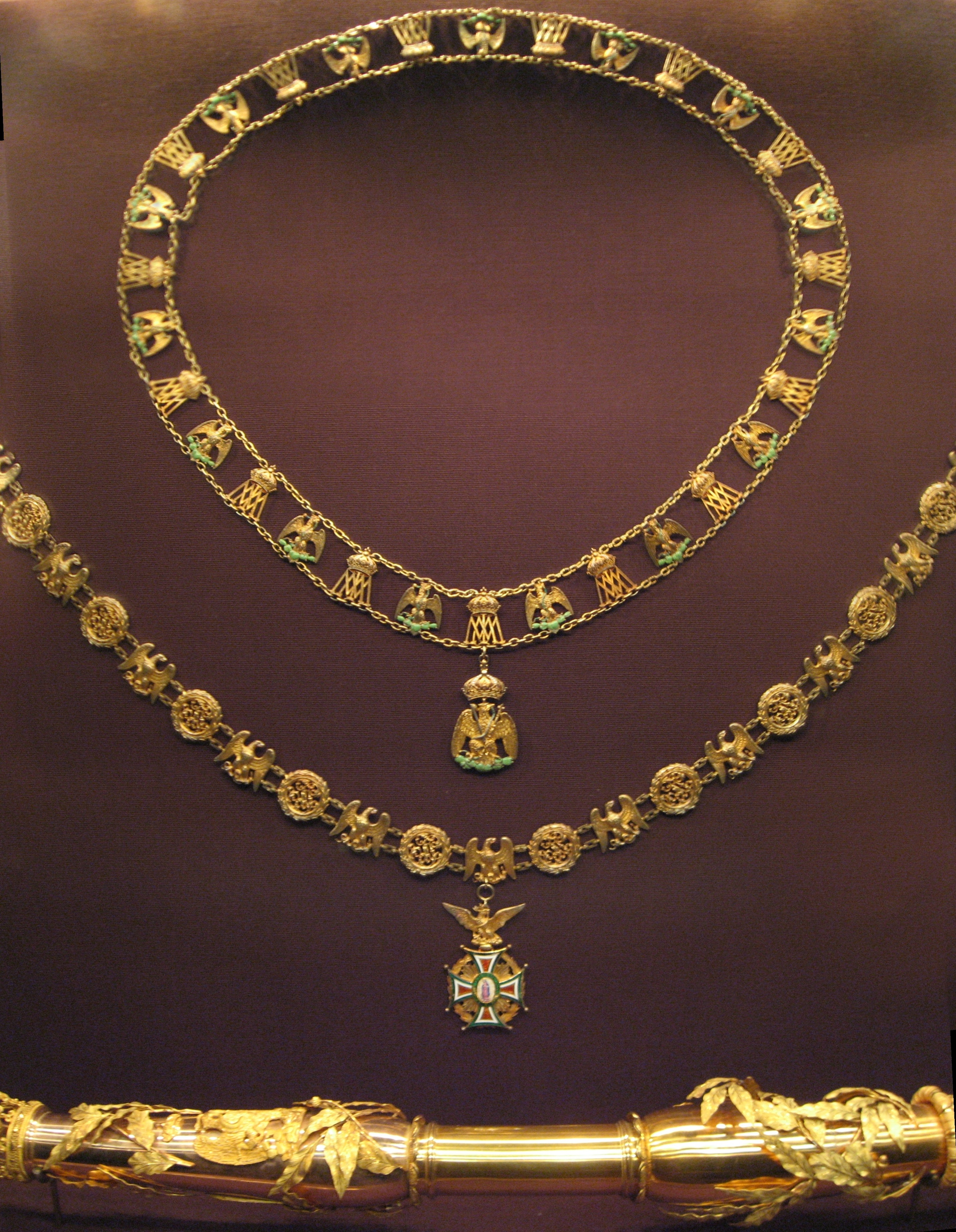
Ordens kedja

Guadeloupeorden, officiellt Kejserliga Guadeloupeorden (spanska: Orden Imperial de Guadalupe), är en mexikansk orden som grundades år 1824 av kejsaren Agustín. Sedan Augustín hade avlidit var orden vilande i 30 år, tills Antonio López de Santa Anna lyckades övertyga påven Pius IX att erkänna orden. Senare samma år, då Santa Annas regering hade fallit, blev den vilande igen. Då Mexikos andra kejsardöme grundades år 1865 återställdes orden under namnet Nationella Guadeloupeorden.
Orden bestod av fem grader:
- storkors
- storofficerare
- kommendör
- officerare
- riddare